# 工人主义
工人主义（義大利語：operaismo），又称工人左翼，是一种强调工人阶级的重要性的政治理论。工人主义在意大利左翼政治中具有特别重要的地位。从共产主义者到无政府主义者，意大利的各种左翼政治团体广泛接受这一思想。
迈克尔·哈特和安东尼奥·奈格里作为工人主义和自治主义的理论家，引用卡尔·马克思的观点为工人主义提供定义：“工人主义建立在马克思关于资本对工人阶级斗争的反应的理论之上；工人阶级是主动的，资本是反应性的。技术发展：在发生罢工的地方，机器会随之而来。政治发展：英国的工厂立法是对工人阶级争取工作时间的斗争的回应。工人主义将以下观点视为其基本原理：工人阶级的斗争先于并预示资本的后续重组。”
工人主义者追随马克思，寻求基于对工人阶级生活和斗争的调查来奠定他们的政治立场。通过丹尼洛·蒙塔尔迪等人翻译的资料，他们借鉴了美国约翰逊-福雷斯特倾向和法国“社会主义还是野蛮主义”小组先前的激进研究。约翰逊-福雷斯特倾向研究了底特律汽车工业中的工人阶级生活和斗争，出版了《美国工人》（1947年）、《打卡下班》（1952年）和《工会委员与野猫罢工》（1955年）等小册子。这些研究被“社会主义还是野蛮”翻译成法语，并在他们的期刊中分期刊登。他们也开始调查并撰写在工作场所内发生的事情，他们的案例涉及汽车工厂和保险公司。
《红色笔记本》（1961年—1965年）及其后续刊物《工人阶级》（1963年—1966年），均由奈格里和马里奥·特隆蒂创办，发展了工人主义理论，专注于无产阶级的斗争。
与“工人主义”理论发展相关的是一种基于工作场所组织的实践，最著名的是“持续斗争”，这一运动在1969年意大利的“火热之秋”中达到高潮。
到1970年代中期，工人主义者的关注重点从工厂转移到“社会工厂”——工人阶级在其社区中的日常生活。工人主义和后工人主义运动逐渐被称为“自治主义”。